# Dayah Baro (Krueng Sabee)
Dayah Baro is een bestuurslaag in het regentschap Aceh Jaya van de provincie Atjeh, Indonesië. Dayah Baro telt 1450 inwoners (volkstelling 2010).